# 伊谷以知二郎

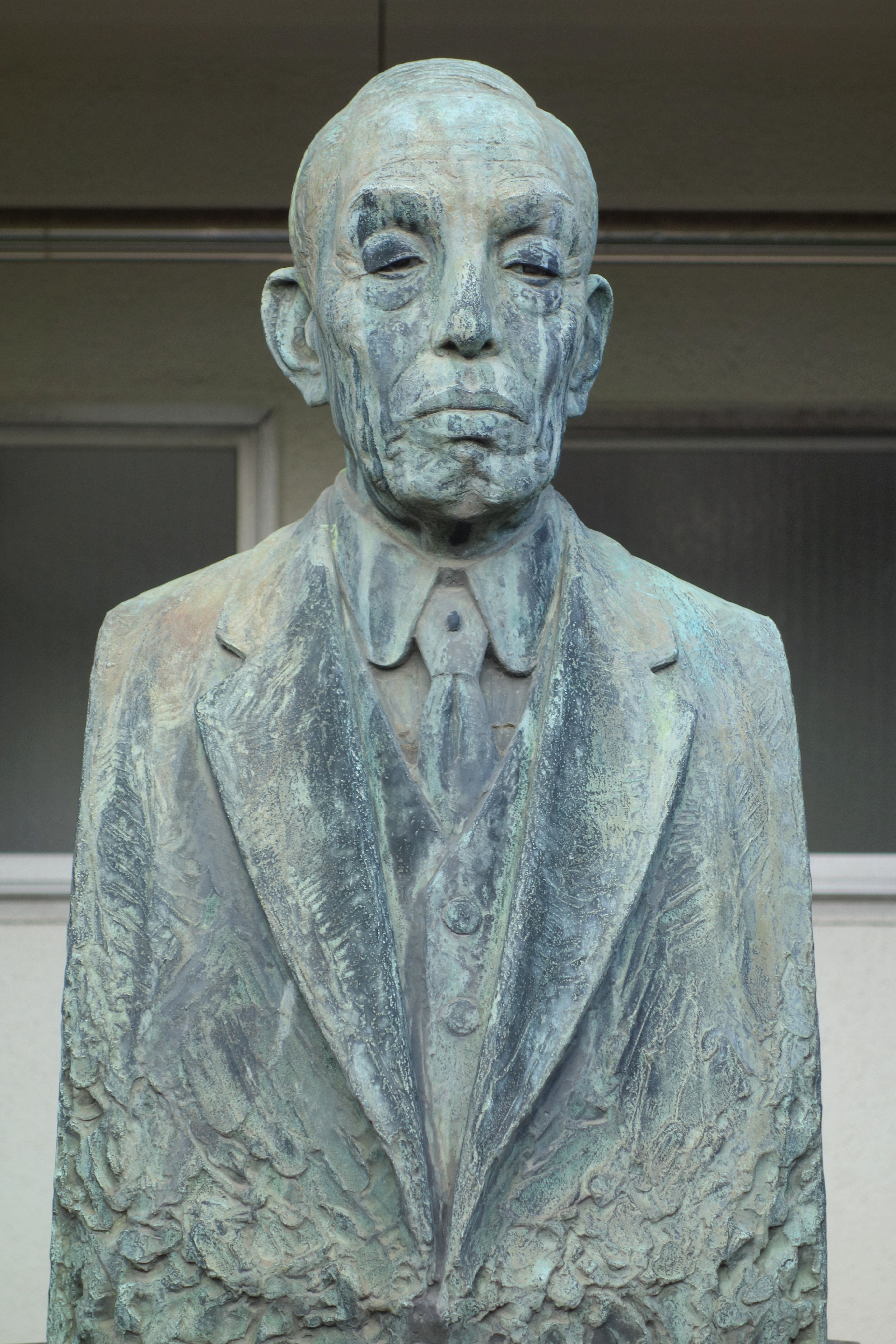
東京海洋大学にある銅像

伊谷 以知二郎（いたに いちじろう、1864年12月31日（元治元年12月3日）- 1937年（昭和12年）3月30日）は、明治から昭和初期にかけての日本の水産学者。現在の東京海洋大学の創立に寄与した。大日本水産会や日本水産学会の会長を務め、水産界をはじめ缶詰業界の発展に貢献した。旧姓は田中。

## 生涯
紀州藩士田中傳の次男（第三子）として、現在の紀尾井町にあった藩邸で生まれた。15歳の時に三菱商業学校予備科に入学するが、18歳の時に廃校となったため独学となった。1884年（明治17年）9月、同藩士であった伊谷久吉の養子となり家督を相続した。この間、父が手を出した鉱山事業に失敗し、13歳から32歳頃まで生活が困窮した。21歳から23歳までの間は『日蓮宗教報』の編集人を務めていた。
1888年水産伝習所に入学する。当時教師として関沢明清や金田帰逸、河原田盛美、山本由方、内村鑑三、松原新之助などが教鞭を執っていた。在学中には他の生徒と共同執筆した「水産蕃殖備考」を内国勧業博覧会に提出して「有効三等賞」を受賞した。
1890年（明治23年）、水産伝習所を1期生として卒業した。卒業後は大日本水産会の会報編集などに携わった後、水産伝習所で寄宿舎監や講師を務める。
1893年（明治26年）、水産伝習所の所長となる。1897年（明治30年）、同所が農商務省管轄の水産講習所（現在の東京海洋大学）になると農商務省勤務となり、技手や技師を務めた。1904年（明治37年）、アメリカ合衆国で開催されたセントルイス万国博覧会に派遣され学術硏究会議員を命じられた。この訪米時に7か月にわたりアメリカの水産加工業を視察した。帰国後、ベニザケの缶詰製造（日本では当時食用にならないと見られた）や初となる船上でのカニ缶詰製造を手がけている。
1917年（大正6年）、水産講習所所長となり、水産製造学を教えた。所長時代には入学資格や就学年数、科目などの改革を実施した。1923年（大正12年）の関東大震災で全壊した講習所の再建にも尽力した。
1924年（大正13年）、水産講習所長の職を辞め、日本勧業銀行参与理事となった。後に大日本水産会会長、日本水産学会会長などを務めた。大日本水産会会長時代に秘書を務めた一人に、後に内閣総理大臣となった鈴木善幸がいる。
1937年（昭和12年）3月30日、胃癌により死去。享年74（満72歳没）。墓所は四谷区（現在の新宿区）南寺町の日蓮宗・本性寺。

## 評伝
- 鈴木善幸『伊谷以知二郎伝』伊谷以知二郎伝刊行会、1939年（1969年再刊）